# Serrat de Posa
El Serrat de Posa és una muntanya de 1.465,5 metres d'altitud del terme municipal de Rialb, a la comarca del Pallars Sobirà. Pertanyia a l'antic terme de Surp.
Està situat al nord-oest de Surp, al sud-est d'Escàs i al nord-est d'Altron, al capdavall -sud-oest- del Serrat de Cortinos.